# Anthony Haden-Guest
Anthony Haden-Guest (né le 2 février 1937) est un écrivain, reporter, critique d'art et poète américano-britannique vivant entre New York et Londres. 
Il est connu pour ses fréquentes contributions à des magazines de grande diffusion et a déjà publié plusieurs livres,.